# Бжезинский, Валерьян Людомирович
Валерья́н Людоми́рович Бжези́нский (1894—1985) — военный деятель, судостроитель, участник Гражданской войны, командир, комиссар и старший морской начальник Астраханского военного порта; первый начальник и комиссар воссозданного в Петрограде Морского инженерного училища, старший морской советник командующего 1-й национальной революционной армии Китая Чан Кай-ши; главный инженер представительства Совторгфлота; заведующий сектором судостроения ВСНХ, начальник центрального конструкторского бюро судостроения № 1, создал проект экспериментального эсминца проекта 45 «Опытный», спроектировал три сверхмалые подводные лодки.
В 1937 году был репрессирован; находясь в заключении в шарашке, был главным конструктором ныряющих торпедных катеров-подводных лодок «Блоха» и «М-400»; полностью реабилитирован, работал главным конструктором в Центральном научно-исследовательском институте имени академика А. Н. Крылова. После выхода на пенсию являлся сотрудником Центрального военно-морского музея; капитан 1-го ранга.

## Биография
Бжезинский Валерьян Людомирович родился 20 октября 1894 года в городе Каменец-Подольский Подольской губернии в дворянской семье железнодорожного служащего. Поляк.

### Ранние годы
В 1912 году окончил воронежское частное мужское учебное заведение 1 разряда с курсом реального училища. В 1913 году поступил воспитанником в Морское инженерное училище Императора Николая I в Кронштадте. После февральской революции, в марте 1917 года гардемарин Бжезинский был избран от коллектива училища членом Кронштадтского Совета матросских, солдатских и рабочих депутатов, состоял в матросской секции, работал в редколлегии газеты «Известия рабочих, солдатских и матросских депутатов». В мае 1917 года окончил училище, произведён в мичманы инженер-механики. Летом 1917 года был направлен в распоряжение штаба флотилии Северного Ледовитого океана, который располагался в Архангельске. Был назначен судовым инженер-механиком на крейсер «Аскольд», который базировался в Мурманске.

### Служба в РККФ
Прибыв на крейсер Бжезинский был избран членом судового комитета, стал делегатом «Объединённого собрания делегатов армии и флота». В августе 1917 года избран председателем Центромура (Центральный комитет Мурманского отряда судов), состоял заместителем председателя Мурманского совдепа. В начале 1918 года был арестован англо-американскими интервентами. В июле 1918 года был выслан в Петроград.

В. Л. Бжезинский в молодые годы

Осенью 1918 года был направлен в сформированную Астрахано-Каспийскую военную флотилию отрядным инженер-механиком. Затем назначен инженером по вооружению судов гражданского флота, старшим помощником инженера порта по технической части, старшим морским начальником и комиссаром Астраханского рейда; командиром, комиссаром и старшим морским начальником Астраханского военного порта.
По предложению Бжезинского и его чертежам рыбацкие суда на Каспийском море были оснащены подкильными подвесными торпедными аппаратами для диверсионных действий против белогвардейского флота. В годы Гражданской войны личный состав флотилии под командованием Бжезинского ушёл на сухопутный фронт. В составе отряда моряков действовал бронепоезд имени Бжезинского, вооруженный морскими орудиями. В боях Бжезинский был дважды ранен. В 1922 году был награждён орденом Красного Знамени РСФСР (Приказ РВСР № 70, 1922 года). В 1919 году вступил в ряды большевистской партии. Избирался членом Президиума Астраханского Губисполкома, делегатом X съезда РКП(б) в 1921 году и XI съезда РКП(б) в 1922 году.
В 1922 году, после расформирования Астраханского военного порта, Бжезинский был отозван в Петроград. 2 мая 1922 года приказом Научвмуз № 86 был назначен первым начальником и комиссаром воссозданного в Петрограде Морского инженерного училища. Всего за один год он создал в училище учебно-лабораторную базу, укомплектовал штаты преподавателей и произвёл первый набор слушателей. В 1923 году находился в резерве штаба РККФ, в 1924 году работал начальником механического отдела Технического управления РККФ.
С 1925 года служил в центральном аппарате Морских сил РККА: заместителем помощника начальника и комиссара Морских сил РККА по техническо-хозяйственной части, председателем электротехнической секции Научно-технического комитета Морских сил РККА, председателем комиссии по наблюдению за постройкой кораблей.
В 1926 году Бжезинский был командирован в Китай старшим морским советником командующего 1-й национальной революционной армии Китая Чан Кай-ши. После контрреволюционного переворота, совершенного Чан Кай-ши, Бжезинский стал советником коммунистического Уханьского правительства, помогал создавать флотилию в условиях гражданской войны, разрабатывал планы военных операций и участвовал в них
После возвращения из Китая, был демобилизован из РККФ в 1928 году. С 1928 по 1930 год в должности главного инженера представительства Совторгфлота находился в заграничной командировке для изучения новой техники для кораблестроительной промышленности. Посетил судостроительные заводы в Англии, Франции, Германии и Голландии.
В 1931—1932 годах работал заведующим сектором судостроения ВСНХ. В 1933 Бжезинский возглавил ЦКБС-1 (позже переименовано в ЦКБ-17, ныне ОАО "Невское ПКБ"), организатор проектирования линейных кораблей, крейсеров и эсминцев. Совместно с профессором Л. К. Рамзиным создал проект экспериментального эсминца проекта 45 «Опытный» с прямоточными котлами Рамзина, спроектировал три сверхмалые подводные лодки.

### Аресты и репрессии
«Вредительски проектировал опытные и серийные тральщики, миноносцы и крейсера…»
В январе 1937 года был командирован в США для проведения переговоров о получении технической помощи для постройки в Советском Союзе линейных кораблей. В ноябре 1937 года был отозван из командировки и по возвращении в Москву — арестован и необоснованно репрессирован. Был приговорен к расстрелу, сидел в камере смертников, расстрел заменён на 10 лет лагерей. Находился в заключении в секретном ОКБ НКВД в Болшево (ныне город Королёв) Московской области. В «шарашке» работал главным конструктором кораблестроительного направления, проектировал и производил расчёты прочности корпуса двух ныряющих торпедных катеров-подводных лодок «Блоха» и «М-400». Эта работа была начата Бжезинским ещё в ЦКБС-1 в 1934—1935 годах. В 1939 году началась постройка экспериментальной сверхмалой ПЛ «М-400», в годы войны недостроенная лодка была повреждена при артобстреле Ленинграда и 1943 году строительство её прекратилось. Как предполагалось, ныряющие катера должны были двигаться в надводном положении со скоростью — 33 узла (на форсаже — 35 узлов), а в подводном — 11 узлов. Предельная глубина погружения должна была составлять 30 м. Экипаж — 3 человека. Катер вооружался двумя 450-мм торпедными аппаратами и одним пулемётом на носу. В качестве единого двигателя предполагалось использовать дизель, работавший в подводном положении на чистом кислороде. Дальность плавания «Блохи» по проекту составляла всего 110 миль в надводном положении и 11 миль в подводном, рассматривался проект, по которому две такие лодки (торпедных катера) должны были помещаться на проектируемом тяжёлом крейсере.
Бжезинский был освобождён в 1947 году. Направлен на завод Министерства судостроительной промышленности № 640 начальником конструкторского бюро технического отдела. 5 июня 1949 года был вновь арестован и 6 августа приговорён к поселению в Красноярском крае в городе Енисейске (Приговор: ОСО МГБ СССР 6.08.1949 г., обв.: 58-6, 7, 11.). 1 декабря 1952 года решением МГБ СССР от поселения был освобождён. Освободился раньше всех, так как подал заявку на изобретение, которое можно было использовать на военных судах. В 1952 году Бжезинский был направлен на Черноморский флот, внедрять своё изобретение.

### Последующие годы
В 1952—1955 годах работал на Херсонском судостроительном заводе (п/я 102) старшим строителем танкеров.
В 1955 году был полностью реабилитирован и вернулся в Ленинград, работал главным конструктором проекта в ЦНИИ-45 (ныне Центральный научно-исследовательский институт имени академика А. Н. Крылова). Был сотрудником Центрального военно-морского музея. В 1967 году награждён орденом Красного Знамени.
С 1969 года на пенсии. Написал книгу воспоминаний «Вооружённая интервенция на Мурмане: воспоминания председателя Центромура о событиях 1917—1918 гг.»
Умер 14 мая 1985 года в Ленинграде.